# Camp de travail de Soudeilles
Le camp de travail de Soudeilles est un camp de travail pour travailleurs étrangers juifs de tous pays, situé à Soudeilles, en Corrèze, de juin 1941 à décembre 1942, où 550 hommes sont passés, dont plus de 150 périront dans les camps d'extermination nazis. Ce camp a été longtemps oublié avant d'être redécouvert par l'historien Paul Estrade.

## Histoire

### Découverte camp de travail de Sourdeilles
Voici le récit par l'historien Paul Estrade de sa découverte du camp de Soudeilles:

« Mon père était Résistant, dans le maquis avec Léon Lanot, je m'y suis donc tout naturellement intéressé [...]. Cette enfance durant la guerre est restée dans ma conscience citoyenne. Et je voulais savoir ce qu'était ce baraquement brûlé par les Allemands en août 1944 et que j'avais connu enfant. Ce fut une très grande surprise de découvrir qu'il s'agissait d'un camp de travailleurs étrangers juifs de tous pays. Près de 550 hommes y sont passés de juin 1941 à décembre 1942. Des travailleurs loués par les entreprises et qui dépendaient du ministère du Travail, pas de l'armée. »

La recherche historique sur ce camp par Mouny Estrade-Szwarckopf et Paul Estrade s'effectue en 1997-1998, aux archives départementales de la Corrèze et auprès des survivants, des descendants et des témoins oculaires.

## Stèle de la gare de Soudeilles
À la gare de Soudeilles une stèle note :

« En ce lieu s'élevait un baraquement par où passèrent en 1941-1942, victimes de la xénophobie et du racisme du gouvernement de Vichy, plus de 500 travailleurs étrangers juifs. Plus de 150 d'entre eux périrent dans les camps d'extermination nazis. »